# Reggenza di Aceh Tengah
La reggenza di Aceh Tengah è una reggenza (in indonesiano: kabupaten) dell'Indonesia, situata nella provincia di Aceh.
Il capoluogo della reggenza è Takengon.